# Aureliana fasciculata
Aureliana fasciculata là một loài thực vật thuộc họ Solanaceae. Đây là loài đặc hữu của Brasil. Chúng hiện đang bị đe dọa vì mất môi trường sống.

## Hình ảnh

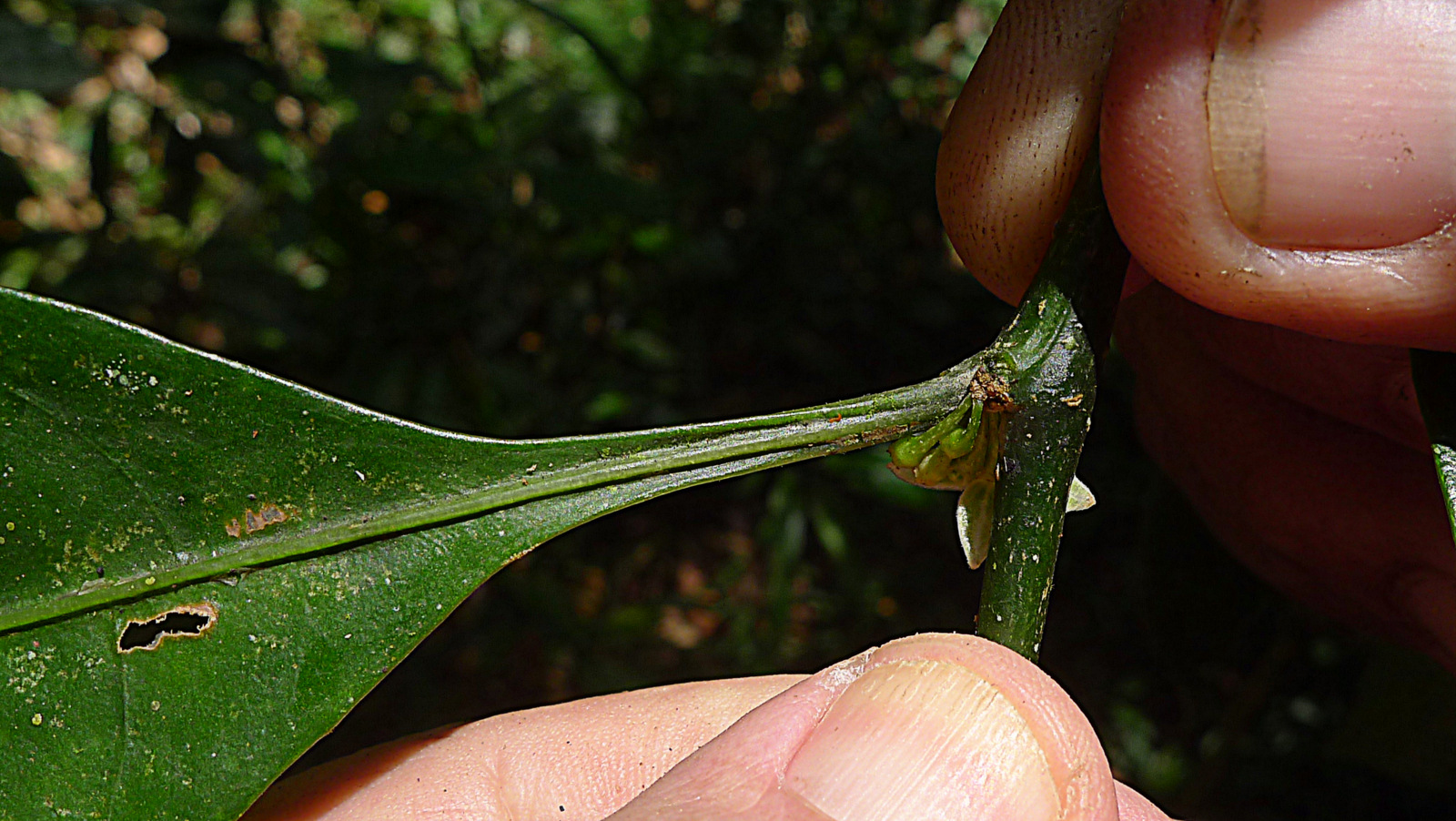
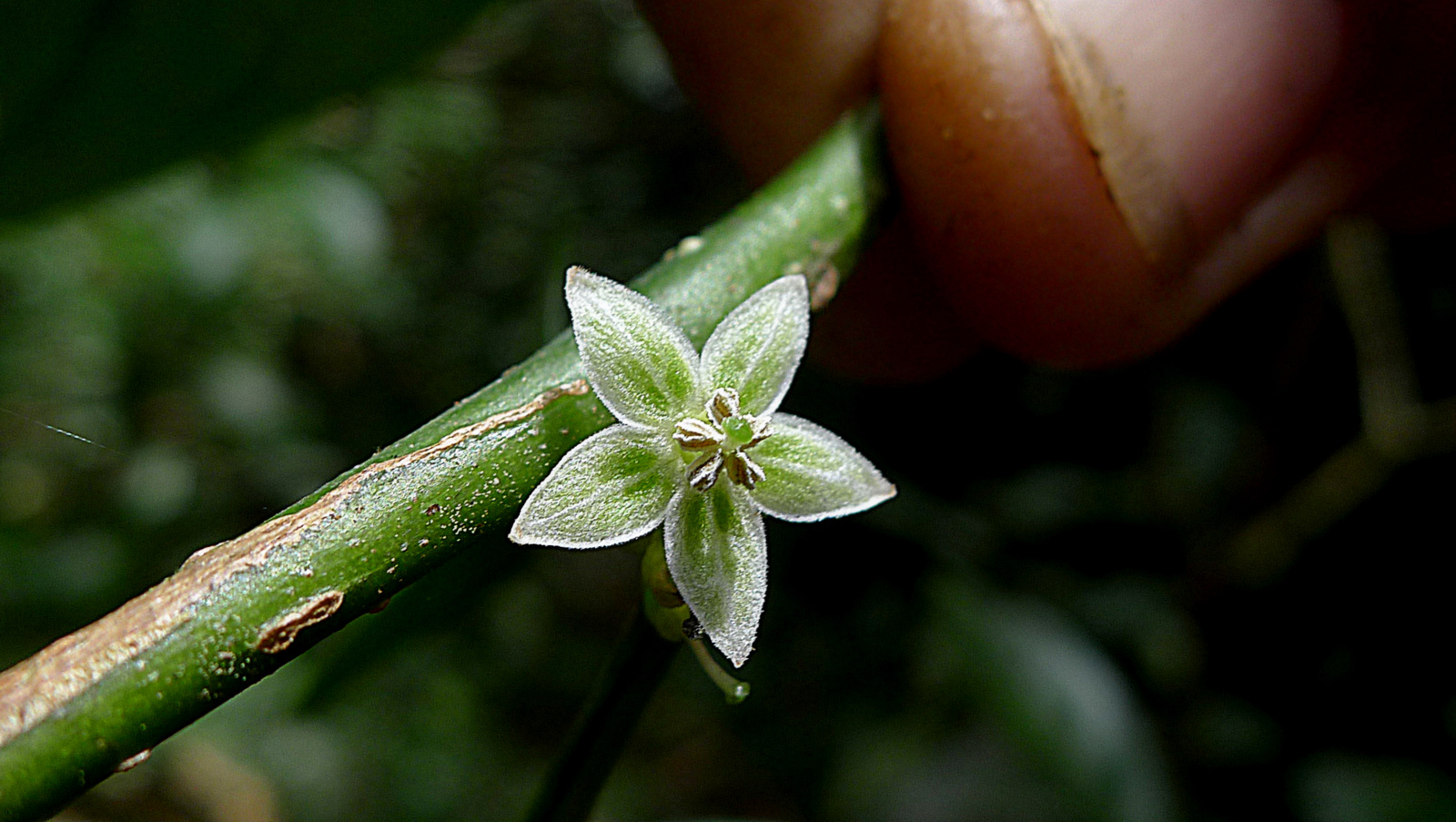
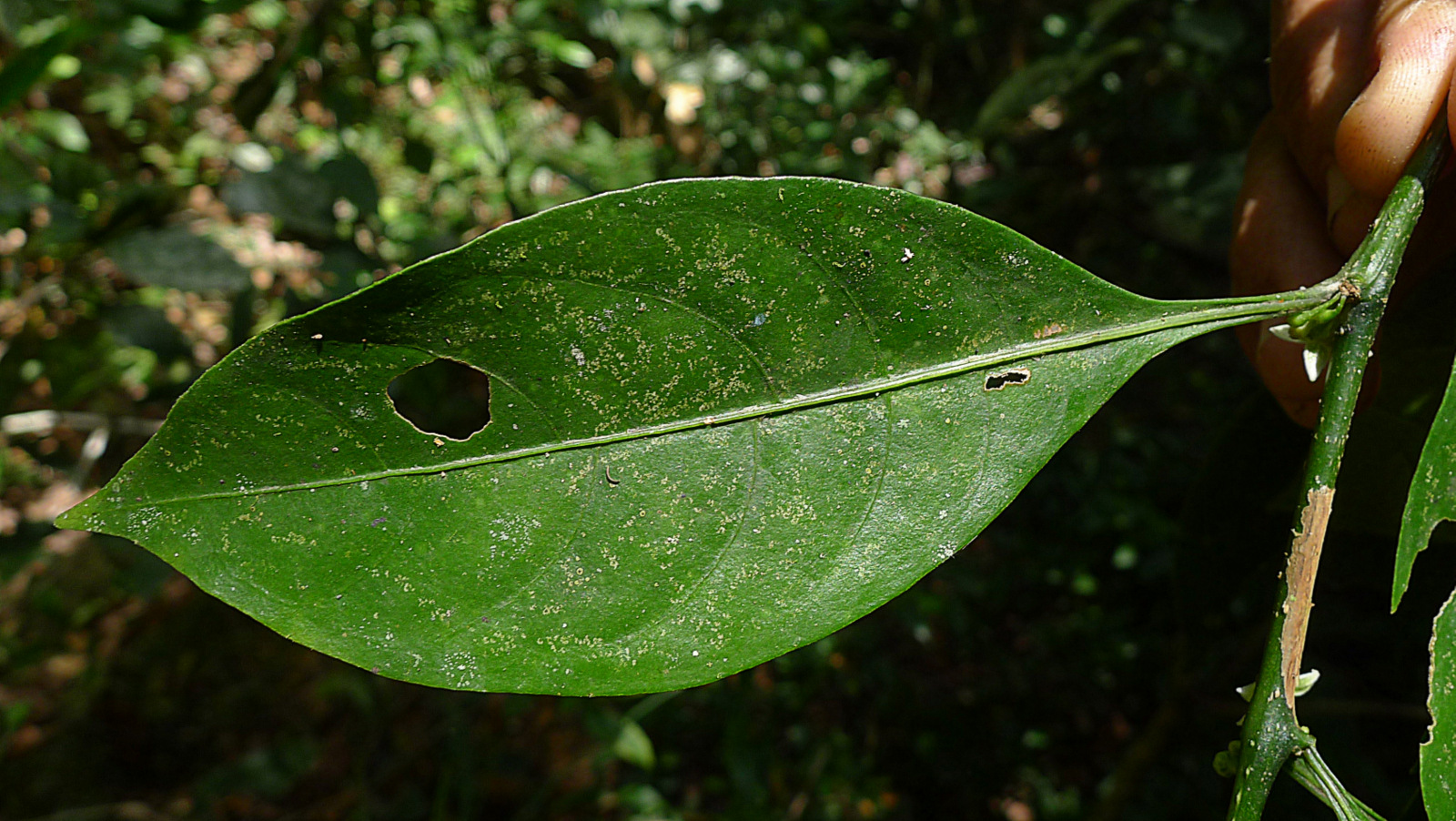
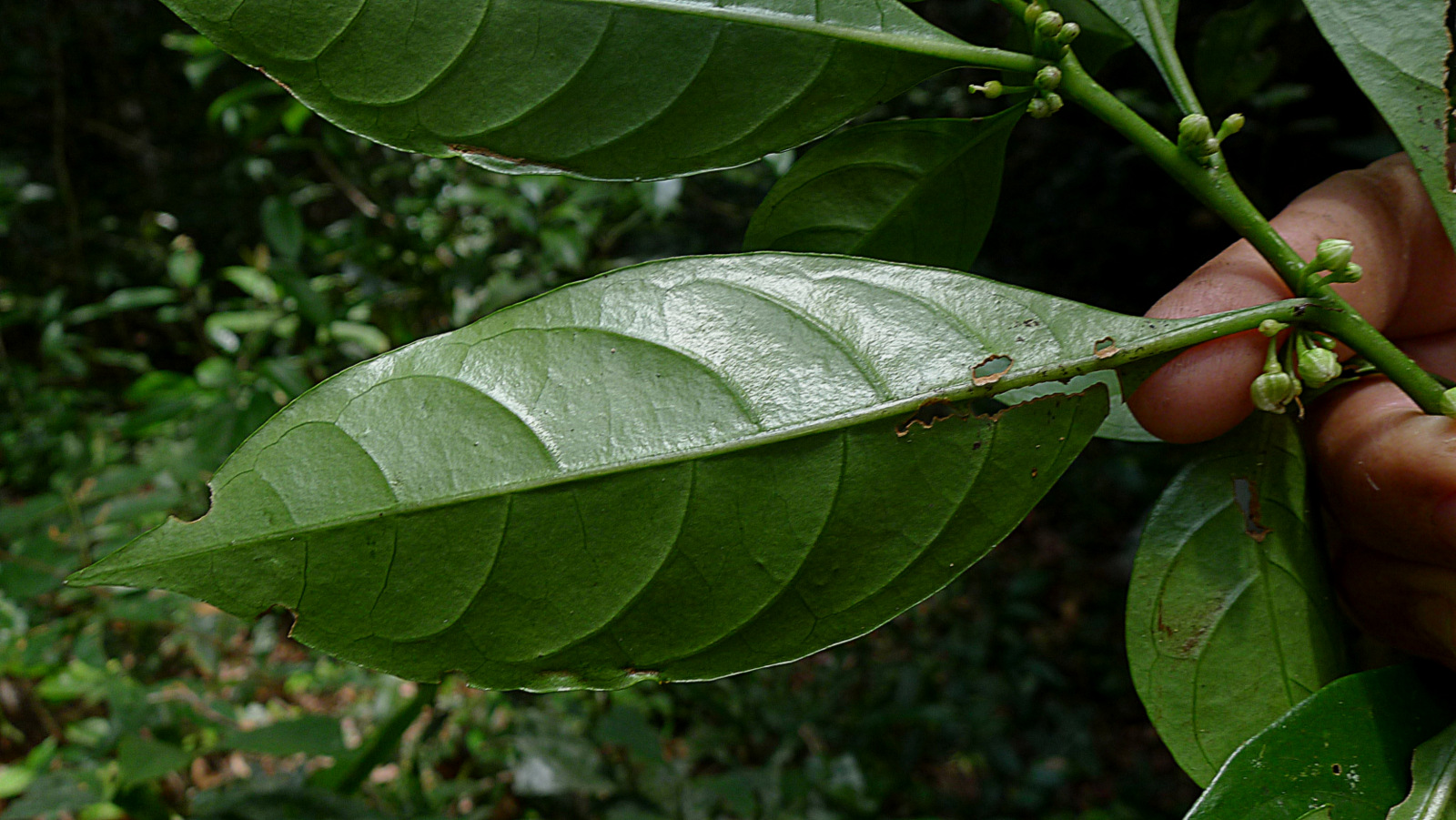